# Torneo Internacional de Chile 1946
El Torneo Internacional de Chile 1946, nominado como Cuadrangular de Santiago 1946, fue la 3.ª edición del torneo amistoso de fútbol, de carácter internacional, disputado en Santiago de Chile. Se jugó en enero de 1946, con anterioridad al inicio del Campeonato Sudamericano de 1946.
El cuadrangular, que se desarrolló bajo el sistema de todos contra todos, contó con la participación de Green Cross y de Audax Italiano, como equipos anfitriones, y como equipos invitados Boca Juniors y Nacional, ambos subcampeones de Argentina y Uruguay, respectivamente.
Todos los partidos se jugaron en el Estadio Nacional de Chile.  Ambos equipos chilenos fueron campeones en igualdad de puntaje. 

## Datos de los equipos participantes
| Equipo         | Calidad                                                        |
| -------------- | -------------------------------------------------------------- |
| Green Cross    | Anfitrión y campeón de la Primera División de Chile 1945       |
| Audax Italiano | Anfitrión y cuarto lugar de la Primera División de Chile 1945  |
| Boca Juniors   | Invitado y subcampeón de la Primera División de Argentina 1945 |
| Nacional       | Invitado y subcampeón del Campeonato Uruguayo 1945             |

## Aspectos generales

### Modalidad
El torneo se jugó en una sola rueda, bajo el sistema de todos contra todos, resultando campeón aquel equipo que acumulase más puntos en la tabla de posiciones.

## Partidos
| Equipo local   | Resultado | Equipo visitante |
| -------------- | --------- | ---------------- |
| Green Cross    | 3 - 1     | Boca Juniors     |
| Audax Italiano | 1 - 2     | Nacional         |
| Boca Juniors   | 2 - 2     | Nacional         |
| Audax Italiano | 4 - 3     | Green Cross      |
| Green Cross    | 2 - 1     | Nacional         |
| Audax Italiano | 5 - 3     | Boca Juniors     |

## Tabla de posiciones
| Pos | Equipo         | PJ | PG | PE | PP | GF | GC | Dif | Pts |
| --- | -------------- | -- | -- | -- | -- | -- | -- | --- | --- |
| 1   | Green Cross    | 3  | 2  | 0  | 1  | 8  | 6  | 2   | 4   |
| 1   | Audax Italiano | 3  | 2  | 0  | 1  | 10 | 8  | 2   | 4   |
| 3   | Nacional       | 3  | 1  | 1  | 1  | 5  | 5  | 0   | 3   |
| 4   | Boca Juniors   | 3  | 0  | 1  | 2  | 6  | 10 | -4  | 1   |

Pos = Posición; PJ = Partidos jugados; PG = Partidos ganados; PE = Partidos empatados; PP = Partidos perdidos; GF = Goles a favor; GC = Goles en contra; Dif = Diferencia de gol; Pts = Puntos
|  | Campeón |

## Campeón
| Chile                                  |
| Green Cross y Audax Italiano 1º título |